# 娄学谦

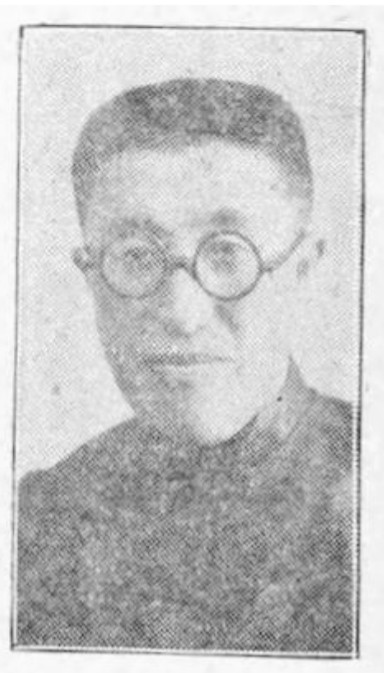

娄学谦（1891年—?），字静庵，黑龙江省宾县人。中华民国、满洲国法官，曾任满洲国最高法院院长。

## 生平
中华民国初年，他毕业于北京朝阳大学法科，后考取中华民国第二届司法官。此后，他历任吉林长春地方审判厅推事、吉林高等审判厅学习推事，山西太原地方检察厅候补检察官、山西河东第一高等检察厅检察官。民国16年（1927年），国务院照准简任文职。
满洲国成立后，他于1942年5月15日任满洲国最高法院院长。
中华人民共和国成立后，他被定为战犯，接受改造。此后其生平不详。